# Wartislaw V.

Siegel Wartislaws V.

Wartislaw V. (* um den 1. November 1326; † 1390) war ein Herzog von Pommern aus dem Greifenhaus. Er regierte zunächst gemeinsam mit seinen älteren Brüdern in dem Teilherzogtum Pommern-Wolgast, stand aber in deren Schatten und ließ sich 1368 mit dem Land Neustettin abfinden.

## Leben
Wartislaw V. war der jüngste, nachgeborene Sohn von Herzog Wartislaw IV., der in dem pommerschen Teilherzogtum Pommern-Wolgast regierte, und seiner Gemahlin Elisabeth von Schlesien. Wartislaw IV. starb am 1. August 1326; Wartislaw V. wurde um den 1. November 1326 geboren.
Nach dem Tode von Wartislaw IV. standen dessen Söhne – dies waren neben Wartislaw V. seine älteren Brüder Bogislaw V. und Barnim IV. – Herzöge von Pommern-Wolgast, zunächst unter Vormundschaft. Wartislaw V. als jüngster tritt erstmals in einer Urkunde aus dem Jahre 1338 mit auf, wobei er aber noch kein Siegel führte. 1341 übernahmen Bogislaw V., Barnim IV. und Wartislaw V. die Herrschaft selbständig und gemeinsam. Als aktiv Regierender trat Bogislaw V. auf, später auch Barnim IV., während Wartislaw V. im Schatten seiner älteren Brüder blieb.
Als Barnim IV. 1365 starb, forderten dessen Söhne Wartislaw VI. und Bogislaw VI. Anteil an der Regierung, wobei Wartislaw V. sie gegen Bogislaw V. unterstützt zu haben scheint. Es kam zu Kriegshandlungen, woraufhin Kaiser Karl IV. Vermittler beauftragte, unter anderem den Rat von Lübeck. Am 25. Mai 1368 einigten sich die Brüder Bogislaw V. und Wartislaw V. sowie ihre Neffen Wartislaw VI. und Bogislaw VI. auf eine vorläufige Teilung der Regierung von Pommern-Wolgast, wobei sich Wartislaw V. mit dem Land Neustettin abfinden ließ. Die endgültige Teilung wurde am 8. Juni 1372 vorgenommen.
Wartislaw V. starb im Jahre 1390. Er wurde vermutlich im Kloster Pudagla bestattet.
Nach Einschätzung des Historikers Martin Wehrmann (1861–1937) war Wartislaw V. unverheiratet und sind die gegenteiligen Angaben einiger Genealogen unrichtig.